# ألان أماتو
ألان أماتو (بالإنجليزية: Allan Amato)‏ هو مصور أمريكي، ولد في 18 يوليو 1974 في هراري في زيمبابوي.

## وصلات خارجية
- الموقع الرسمي